# Quăng
Quăng hay còn gọi nang (danh pháp khoa học: Alangium ridleyi) là một loài thực vật có hoa trong họ Cornaceae. Loài này được King miêu tả khoa học đầu tiên năm 1902.